# الرفيعة (الخرج)
الرفيعة، قرية من قرى محافظة الخرج، والتابعة لمنطقة الرياض في السعودية. وتبعد الرفيعة عن محافظة الخرج بمسافة تقارب 5 كم.